# Musty Rusty
Musty Rusty è un album di Lou Donaldson, pubblicato dalla Cadet Records nel 1965. Il disco fu registrato il 3 giugno del 1965 a New York.

## Tracce
Lato A
1. Musty Rusty – 6:03 (Lou Donaldson)
2. Midnight Sun – 4:45 (Joseph Francis Burke, Lionel Hampton)
3. Hipty Hop – 5:20 (Lou Donaldson)

Lato B
1. The Space Walk – 6:10 (Ben Dixon)
2. Ha' Mercy – 5:30 (Lou Donaldson)
3. Cherry Pink and Apple Blossom White – 5:20 (Luis Guglielmi, Mack David, Marcel Ageron)

## Musicisti
Lou Donaldson Quintet
- Lou Donaldson - sassofono alto
- Bill Hardman - tromba
- Billy Gardner - organo
- Grant Green - chitarra
- Ben Dixon - batteria